# Château du Nouveau-Windstein
Le château du Nouveau-Windstein est un monument historique situé à Windstein, dans le département français du Bas-Rhin.

## Localisation
Ce bâtiment est situé à Windstein.

## Historique
La première mention du château remonte au 16 juillet 1205. Henri de Windstein cède à Philippe de Hohenstauffen une dépendance de son château. Celui-ci la transmet à l'abbé Pierre de Neuenbourg qui y construit une maison. Il semblerait que ce soit le rocher du Nouveau-Windstein. Cela devient vite un repaire de brigands, détruit par Bertold de Bucheck aidé par la ville de Haguenau.
Le château aurait été érigé par Wilhelm von Windstein (Guillaume de Windstein) vers 1340 sur les ruines du précédent. Après sa mort, étant sans descendants, le château devient propriété de Roderich von Schmalenstein et Johann Ostertag von Windstein. 

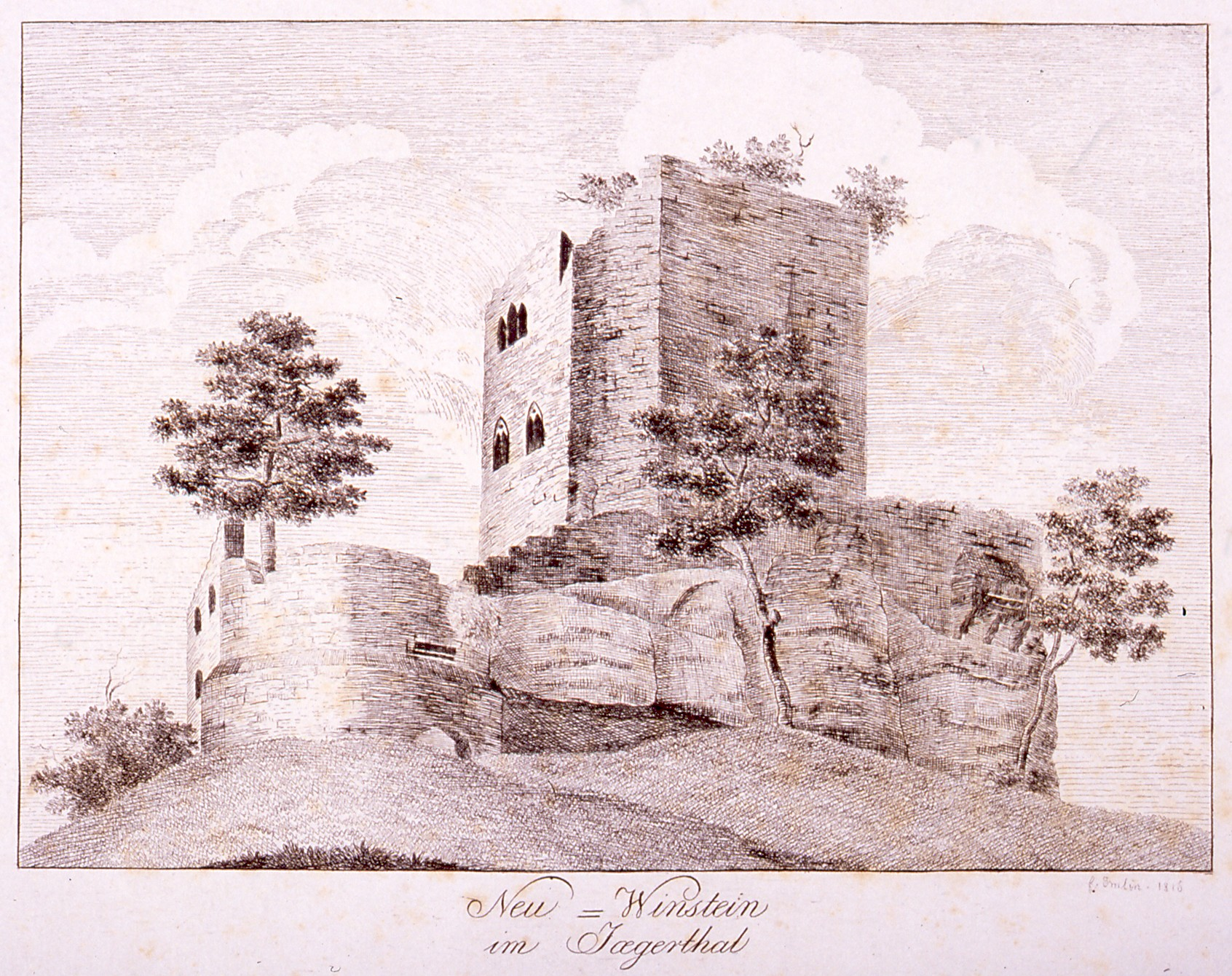
Le château sur une gravure de 1815.

En 1413, il devient propriété de l'évêque de Spire. En 1469, le château devient copropriété des familles Lichtenberg, Henri d'Altdorf et Eckbrecht von Dürckheim. 
En 1515, durant la guerre des paysans, le château est endommagé par les troupes d'Anton von Lothringen. Au XVIIe siècle, c'est la famille d'Eckbrecht von Dürckheim qui est propriétaire. Le château devient refuge pour les habitants locaux lors de la guerre de Trente Ans. 
En 1680, les troupes françaises du baron de Monclars assiègent le château. La chronique raconte que Obrist von Dürckheim qui défend seul le château s'enfuit alors que la toiture est en feu ; il rejoint la région du Palatinat. Ses biens confisqués lui seront rendus par l'État français. 
En 1820, la ruine devient propriété de la famille de Dietrich.
L'édifice fait l'objet d'un classement au titre des monuments historiques depuis 1983.

## Description
À noter que le château est dépourvu de donjon.

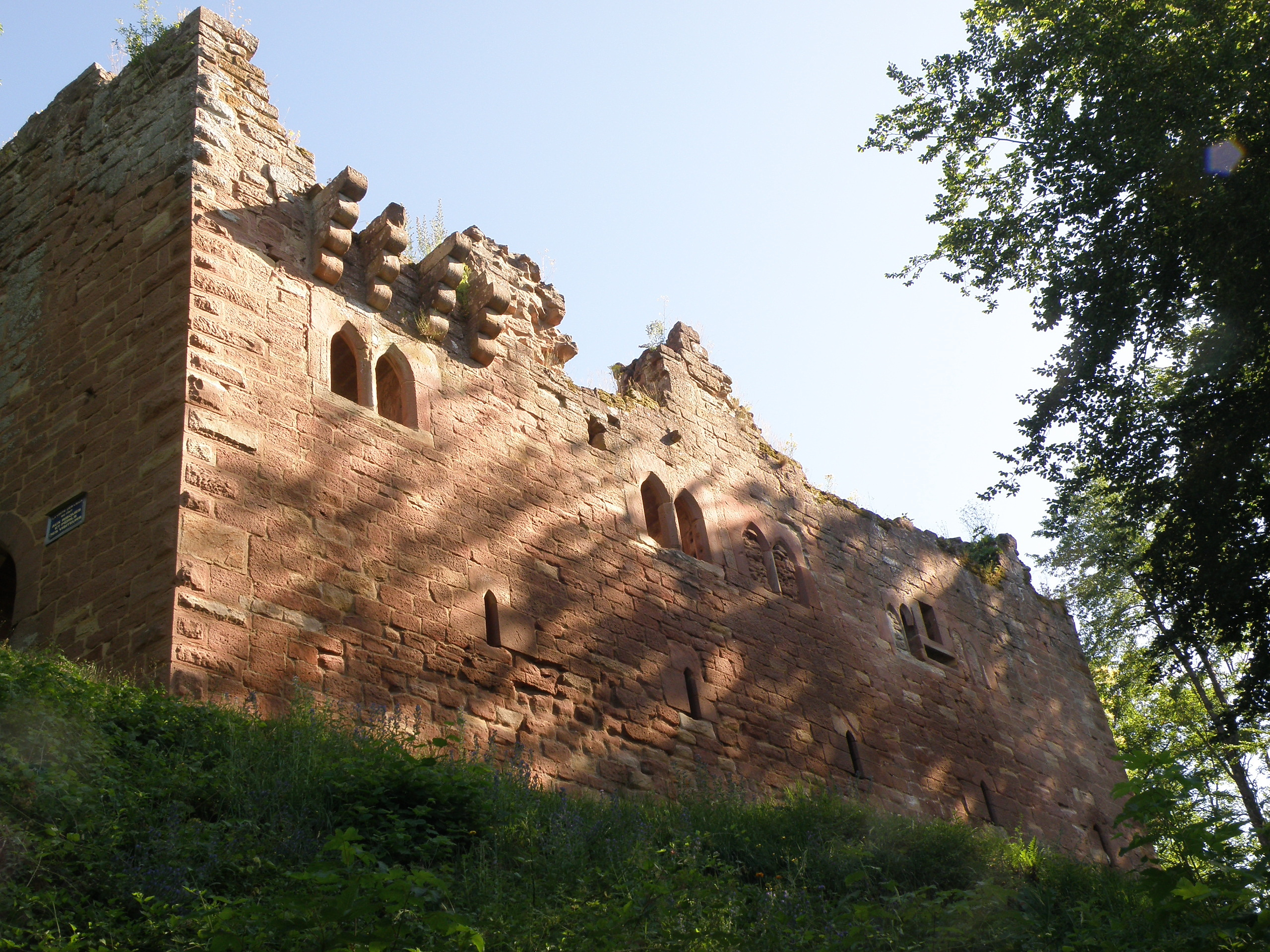
Vue d'ensemble.
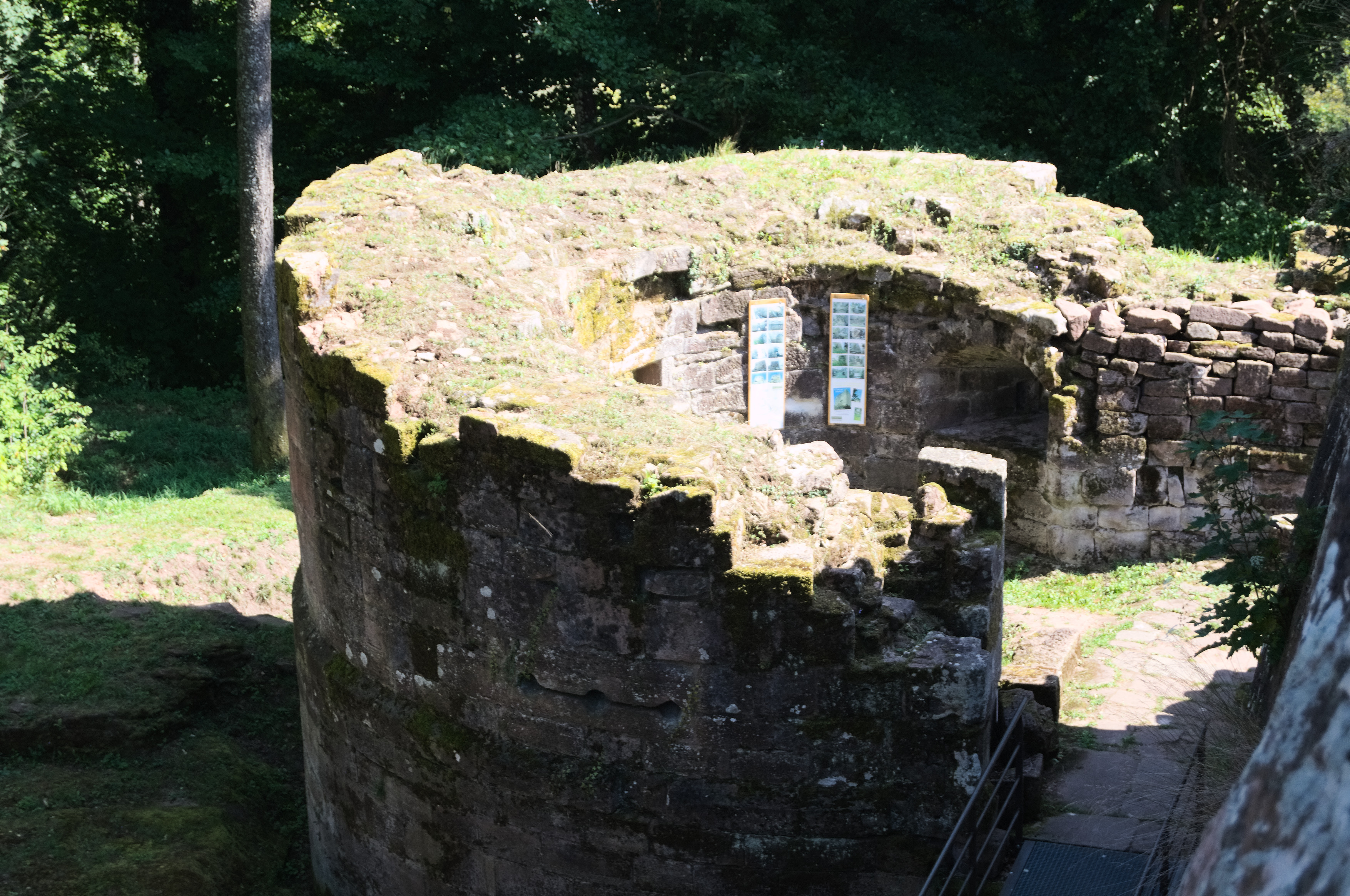
Barbacane.
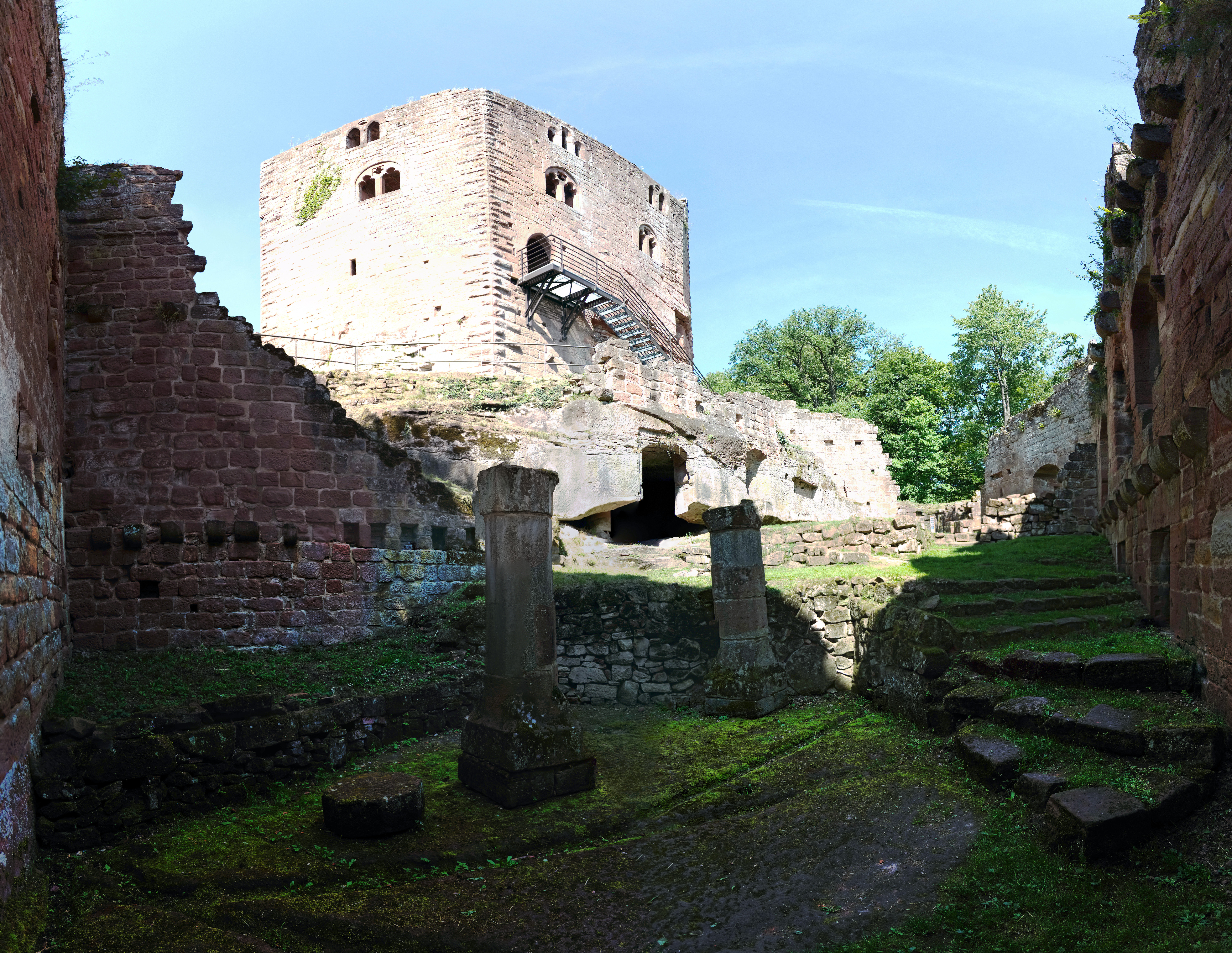
Piliers et nouvel escalier pour accéder au palais supérieur.
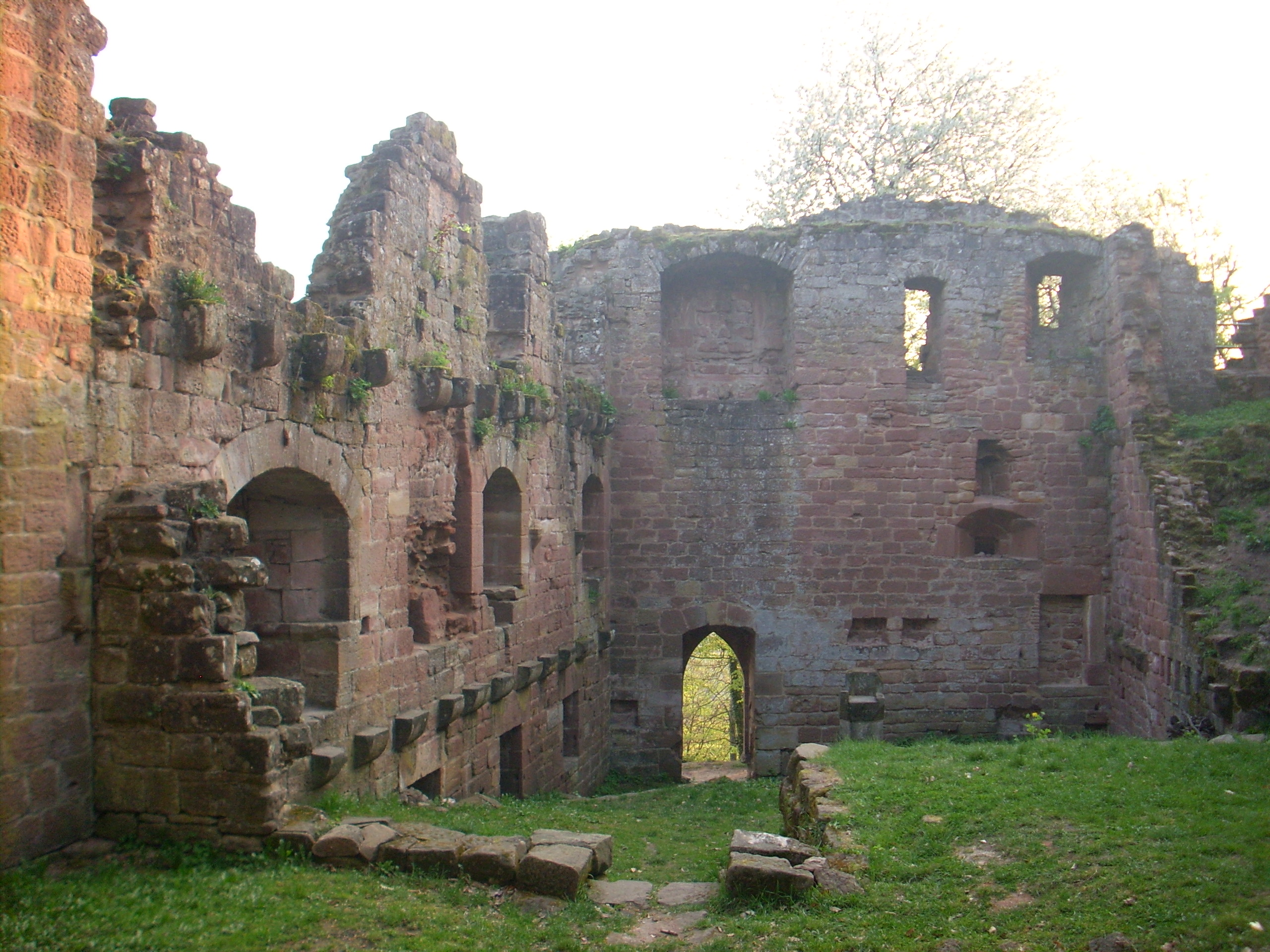
Palais inférieur.
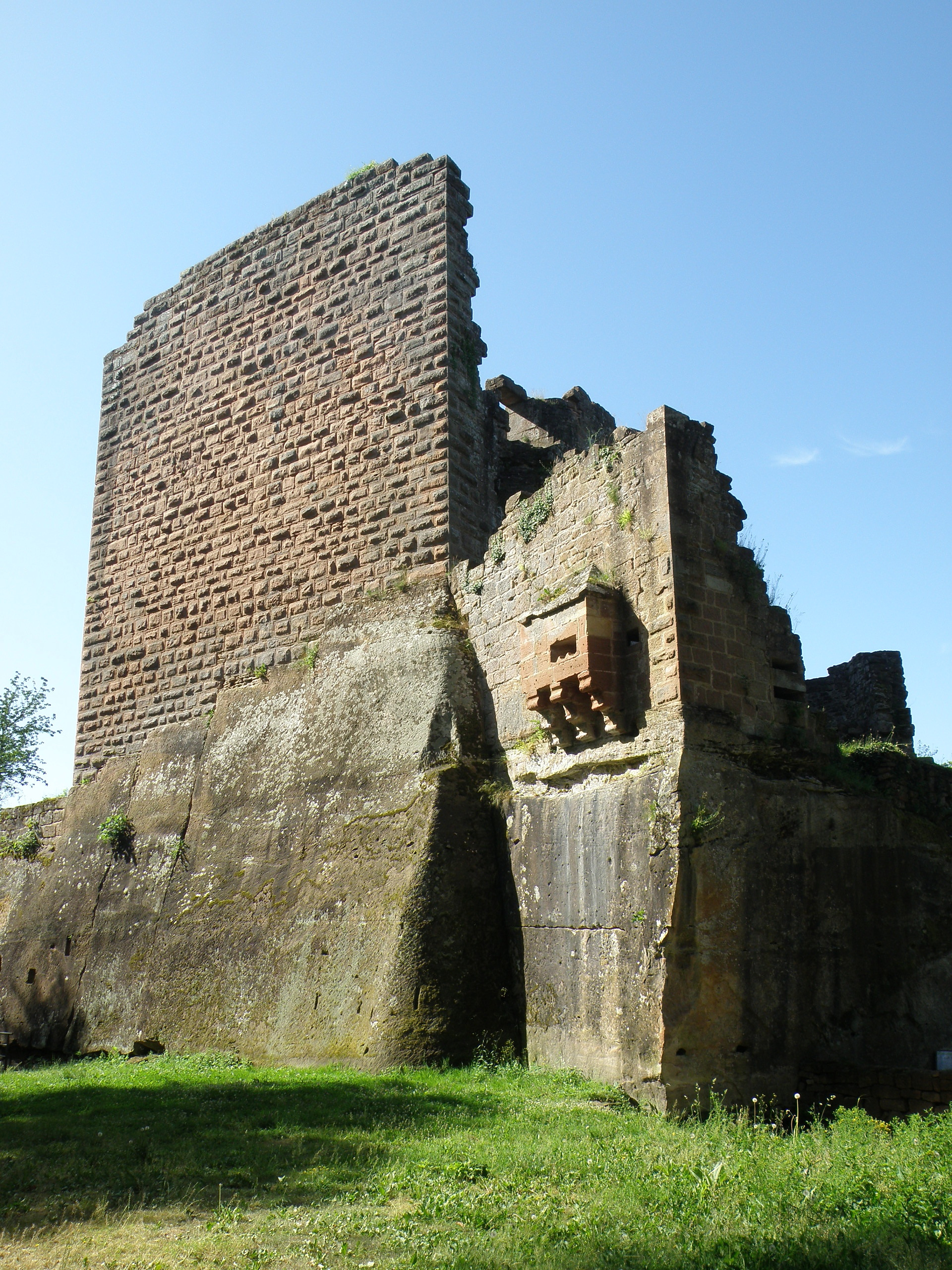
Mur bouclier avec bretèche.